# Elias Ladiver
Elias Ladiver (* um 1630 in Sillein; † 2. April 1686 in Eperies; auch Ladiwer geschrieben) war ein ungarischer Pädagoge und Dramatiker.

## Leben
Geboren als Sohn des Pfarrers mit gleichen Namen († 1676), besuchte er bei Johann Amos Comenius 1650 die hohe Schule in Sárospatak. Am 11. November 1651 bezog er die Universität Wittenberg, wurde 1653 Rektor der Schule in seinem Geburtsort und ging 1659 als Lehrer nach Bartfeld. Nachdem er ein halbes Jahr als Pfarrer in Teple gewirkt hatte, wurde er 1667 Gymnasialprofessor der Logik und Poesie am Kollegium der evangelischen Stände in Eperies. Er hatte sich den Ruf eines guten Kenners des Aristoteles erworben.
1672 floh er von dort, weil die Protestanten in Ungarn verfolgt worden. Über Danzig und  Königsberg i. Pr. ziehend, fand er 1673 als außerordentlicher Lektor des Gymnasiums in Hermannstadt eine neue Stelle. 1678 wurde er Rektor der Bergschule Schäßburg, verfasste die dortige Schulordnung und legte die Matrikel der Einrichtung an. Seine Schriften sind theologischen und philosophischen Inhalts. Sein bedeutendster Schüler war Martin Kelp. 1681 übernahm er abermals die Leitung des wiederhergestellten evangelischen Kollegiums im Eperies, welches Amt er bis zu seinem Lebensende ausübte.